# Hydraecia vindelicia
Hydraecia vindelicia là một loài bướm đêm trong họ Noctuidae.